# Papirus Oxyrhynchus 49
Papirus Oxyrhynchus 49 oznaczany jako P.Oxy.I 49 – rękopis zawierający list z żądaniem wyzwolenia niewolnika napisany w języku greckim. Papirus ten został odkryty przez Bernarda Grenfella i Arthura Hunta w 1897 roku w Oksyrynchos. Rękopis został napisany 28 października 100 roku n.e. Przechowywany jest w bibliotece Trinity College w Dublinie (Pap. E 1). Tekst został opublikowany przez Grenfella i Hunta w 1898 roku.
Manuskrypt został napisany na papirusie, na pojedynczej karcie. Rozmiary zachowanego fragmentu wynoszą 18,6 na 7 cm. Dokument zawiera list napisany przez dwóch bankierów nazywanych Theon do agoranomusa (sędziego) Oksyrynchos z żądaniem wyzwolenia niewolnika o imieniu Horion, za którego zapłacono 2 drachmy srebra oraz 2 talenty 600 drachm miedzi. Papirus ten został napisany tą samą ręką co Papirus Oxyrhynchus 50 i prawdopodobnie odnosi się do tej samej transakcji.